# マンヴェンドラ・シン・ゴーヒル
マンヴェンドラ・シン・ゴーヒル（Manvendra Singh Gohil、1965年9月23日 - ）は、インドにかつて存在したラジピプラ王国の旧王家の一員。同性愛者であり、LGBTQのための活動に熱心なことから、インドで最も有名なゲイとされる。

## 経歴
インドでは同性愛が違法とされ、またLGBTQに対する風当たりが強いため、同性愛者であることを隠して女性と結婚し、15ヶ月で破局した過去がある。
2005年、同性愛者であることを家族に告白した。両親はそのことを受け入れられず、マンヴェンドラを異性愛者にするべく医者や宗教指導者に連れていった。しかし異性愛者に変えられなかったため、母親はついに｢息子を勘当する｣と新聞広告に掲載した。その結果、故郷ではマンヴェンドラを模した人形が焼かれ、その称号を剥奪しようという運動が起きた。
| 「 | 人々が私に気付いたとき、大きな焚火を準備して、その中で私を呪うために作った人形を焼きました。 | 」 |

2007年に『オプラ・ウィンフリー・ショー』に出演して注目を集め、徐々にその存在を認められるようになった。現在では、自ら所有する宮殿をLGBTQ支援施設に改装するなど、インドにおけるLGBT人権活動家として熱心に活動している。